# Marienkapelle (Oberstimm)

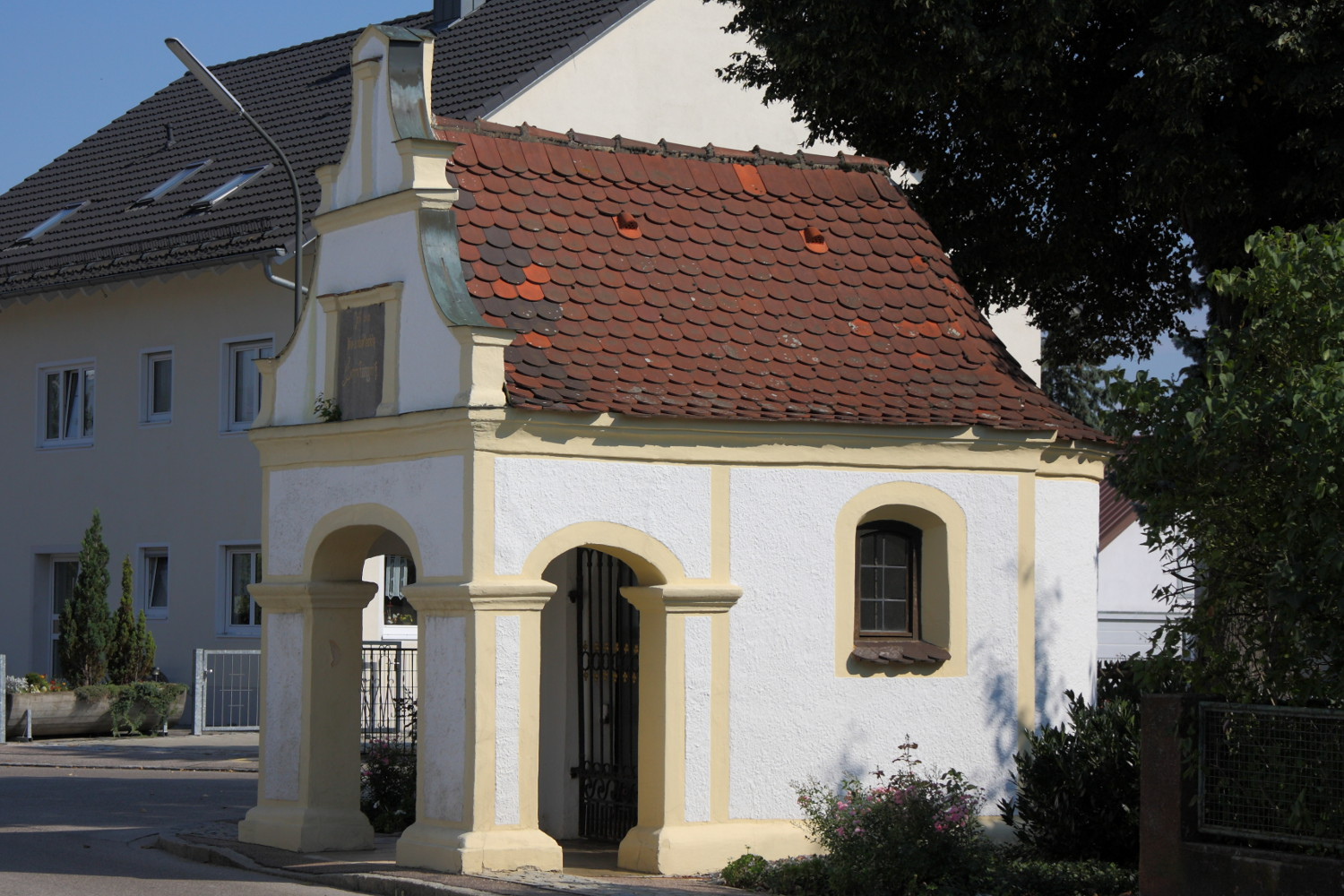
Marienkapelle Oberstimm

Die Marienkapelle (auch Lourdeskapelle oder Feldkapelle unter der Linde) in Oberstimm, einem Ortsteil der Gemeinde Manching im Landkreis Pfaffenhofen an der Ilm in Bayern wurde 1822 errichtet. Sie ist ein geschütztes Baudenkmal.

## Geschichte
An der Stelle der heutigen Kapelle wurde bereits im Jahr 1720 eine Kapelle zu Ehren der Gottesmutter errichtet. Diese wurde baufällig und abgerissen. Im Jahr 1822 soll der achtjährige Aloys Schwaiger eine Marienerscheinung gehabt haben. Eine Frau mit „schwarzem Gesicht“ erschien dem Jungen und trug ihm auf, dass an der Stelle der alten Kapelle eine neue errichtet werden solle. Die Oberstimmer kamen dem Wunsch nach und bauten innerhalb von zwei Monaten die heutige Marienkapelle. Gerüchte bezüglich der Marienerscheinung führten dazu, dass an Sonn- und Feiertagen bis zu 2000 Pilger nach Oberstimm kamen. Im Jahre 1824 wurde von der Regierung die Schließung der Kapelle angeordnet – vermutlich wegen der mangelhaften Unterbringungsmöglichkeiten für die Pilger. 1831 wurde die Kapelle wieder der Öffentlichkeit zugänglich gemacht. Die Kapelle wurde 1979/80 renoviert.

## Ausstattung
1900 wurde in der Kapelle eine Lourdesgrotte eingerichtet, welche ursprünglich mit einer Muttergottesstatue nebst der Figur der kleinen Bernadette ausgestattet war.
Diese wurde im Zuge der Renovierung gegen Nazarener-Figuren ausgetauscht: Maria umgeben von Petrus und dem Hl. Bartholomäus. Ein Wappen an der Südseite enthält die Umschrift „JOAN ANTON D.G.S.R.J.P.E.E“ (Johann Anton von Gottes Gnaden des Heiligen Römischen Reiches Fürst, Bischof von Eichstätt) und erinnert an den Stifter der Kapelle.